# Stoicismus

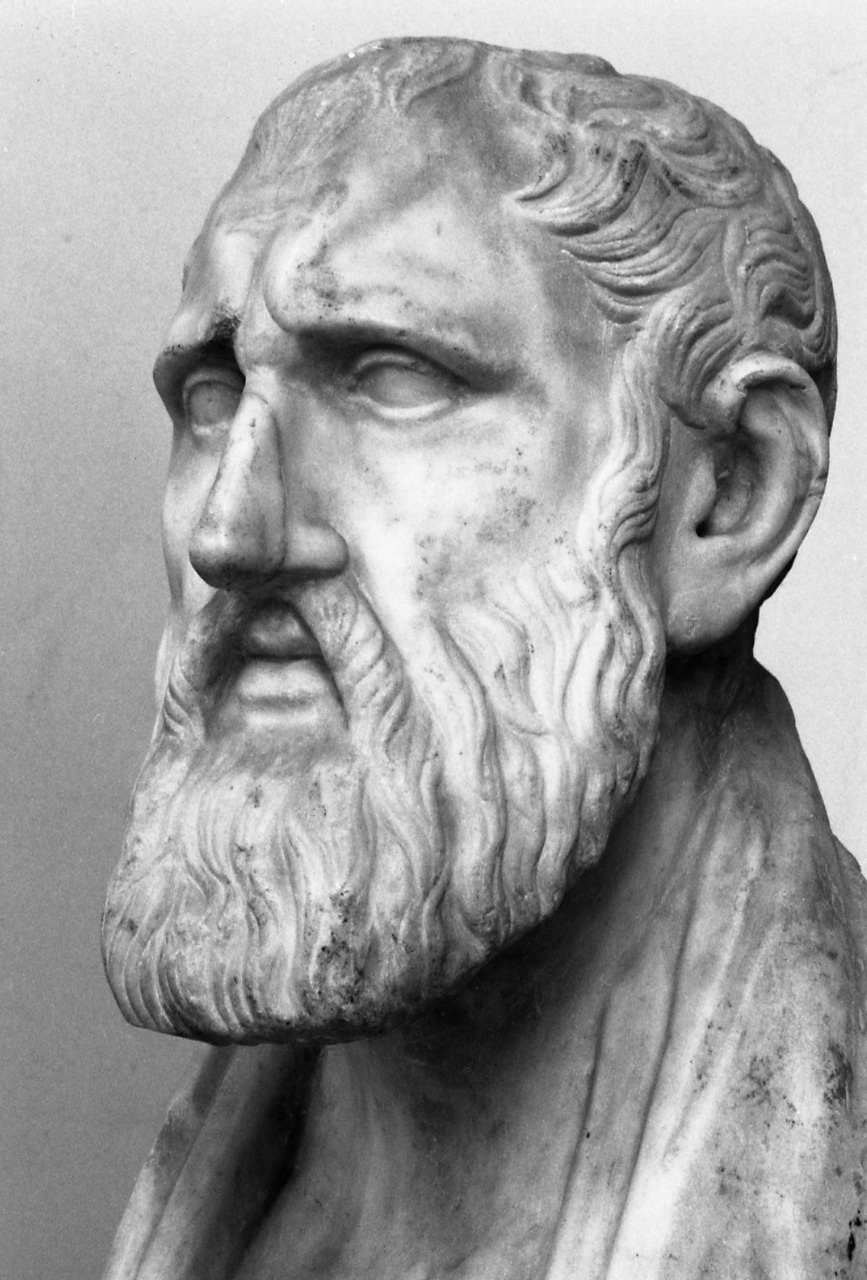
Zénón z Kitia. Foto Paolo Monti, 1969

Stoicismus je filosofický směr, založený oficiálně Zénonem z Kitia počátkem 3. st. př. n. l. Šlo o nejdůležitější a nejvlivnější směr helénistické filosofie, hlásilo se k němu velké množství vzdělaných mužů z Řecka i Říma. Období stoicismu trvalo až do roku 529 n. l., kdy císař Justinián I. nechal zavřít všechny filosofické školy.
Stoicismus vznikl zvláště z kořenů učení kynického. Stoikové se zabývali aktivním vztahem mezi kosmickým determinismem a lidskou svobodou, za cestu ke svobodě považovali život v souladu s přírodou. Učení stoiků poznamenalo i pozdější filosofii, vliv stoicismu lze nalézt jak u křesťanských otců, tak i v dílech renesančních a novověkých myslitelů.

## Dějinné okolnosti
Z filosofických škol, které vznikly či působily v době helénistické, má tato škola nejdelší životnost. Její zvláštní ráz je dán právě dobou, v níž působí. Působí totiž v době, kdy Řekové už ztratili svou samostatnost, kdy na místo drobných městských států (polis) nastoupily větší státní celky, monarchie. Tehdy se občan už nemohl účastnit veřejného života jako dříve. Nemožnost uplatnit se v politickém životě vedla k tomu, že člověk se zaměřoval více na sebe samého, a v důsledku toho se místo etiky sociální stále více hlásila ke slovu etika individuální.
Dalším význačným znakem stoicismu je jeho systematičnost. Stoičtí myslitelé usilují o vytvoření jednotlivé myšlenkové soustavy, kde by vše do sebe navzájem zapadalo. Tento rys se uplatnil také v pevné organizovanosti školy, která kladla velký důraz i na udržování své filosofické tradice. Šíře stoa mohla ve světě působit rovněž proto, že zmizela uzavřenost malých městských obcí. Člověk se začíná cítit součástí větších celků, ba celého lidstva. Na místo polis nastupuje představa jakési kosmopolis. I šíří se sklon ke kosmopolitismu. Světoobčan se cítí příslušníkem celého lidstva, jež vlastně tvoří jednotu. Rodí se tak i humanismus, neboť všichni lidé jsou tu spřízněni. Proto se ke stoi mohou brzy hlásit i cizinci. Hlavní myšlenkou, jíž ve stoickém systému všechno slouží, je samo pojetí filosofie jako návodu k dosažení blaženého života. Ideálem je mudrc. Jen moudrostí lze dosáhnout blaženosti.

## Původ slova a základní postuláty
Název vychází ze zdobeného sloupořadí – stoa poikilé (stoa-sloup, poikilos-barevný) – znamená zdobené sloupořadí lemující antická náměstí, na těchto místech debatovali antičtí učenci a filosofové. Těžiště stoické filosofie je v její etice. Stoici srovnávali vzájemný poměr jednotlivých částí filosofie takto: Logika je skořápka, fyzika je bílek a morálka žloutek, nejdůležitější část vajíčka. Mravnost chápali v žití v souladu s přírodou. Tak je chápána i blaženost. Nejdůležitější ctností je žít v souladu s rozumem a přírodou. To je označováno jako blaženost.

## Vývojové etapy a představitelé
Stoa prošla třemi vývojovými etapami. Mluvíme proto o stoi starší, střední a mladší. (tato poslední se projevuje v době tzv. císařské, již počítáme od vlády císaře Augusta). Založení původní stoy, jejíž působení spadá do 3. a 2. století př. n. l., můžeme datovat přibližně rokem 300 př. n. l. Své jméno dostala tato škola podle místa, kde působila. Byla to athénská stoá poikilé, sloupová síň vyzdobená obrazy Polygnótovými. Zakladatelem stoické školy byl Zénon z Kitia na Kypru (asi 335–263), ale systematikem jejího učení se stal Chrýsippos ze Soloi v Kilikii (280–207). Už ve starověku se pro jeho velký význam říkalo, že nebýt Chrýsippa, nebylo by ani stoy. Starší a střední stoa položily všechny důležité základy stoicismu. Přínos mladší stoy ke stoickému učení je méně výrazný, zasloužila se však o jeho další popularizaci. Z děl starších a středních stoiků se dochovaly pouze zlomky, nejstarší známé celistvé stoické texty pocházejí od autorů mladší stoy.
Představitelé:
- Starší stoa
  - Zénon z Kitia – zakladatel stoicismu
  - Kleanthés z Assu
  - Chrýsippos ze Soloi
  - Díogenés z Seleukeie
- Střední stoa
  - Panaitios
  - Poseidónios
  - Hekatón z Rhodu
- Mladší stoa
  - Luccius Annaeus Seneca
  - Epiktétos
  - Marcus Aurelius

## Stoická filosofie

### Náboženství
Stoici byli pantheisté. Bůh byl u nich cosi jako světová substance, světlo, pneuma pronikající vším; je to jakýsi tvůrčí oheň, původce všeho dění. Proto život v souladu s přírodou a rozumem je život v souladu s Bohem. Žít takto je povinnost uložená moudrým. Život v souladu s rozumem a přírodou byl chápán jako jediná cesta ke svobodě. Stoici byli deterministé – vše je spojeno s nejvyšším; všechno vnější se děje nutně, příčinně. Srovnávali člověka se psem, který je zapřažen k vozíku a připadá si svobodný, dokud běží jak má, ale je nucen jít proti své vůli nebo je dokonce vlečen, když se nechce přizpůsobit pohybu svého vozu. Seneca toto zachytil ve svém citátu: „Volentem fata ducunt, nolentem trahunt“ – „Chtějícího osud vede, nechtějícího vleče.“

### Logika
V logice navazují stoikové na aristotelskou elementární logiku a na kynický senzualismus. Soudy v zásadě rozdělují na kladné, záporné a nerozhodné (zdržení soudu, tzv. epoché). Namísto 10 Aristotelových kategorií mluví stoici o čtyřech – podstata (či substrát), podstatná vlastnost či jakost (jaké, nějaké), stav (spíše nahodilý) a vztah (poměr jedné věci k druhé). Přitom každá další kategorie je zároveň bližším určením předešlé (např. jakost podstaty, stav jakosti podstaty).

### Etika
Co se týče velmi propracované stoické etiky, jejím jádrem je jediný imperativ – žij ctnostně! To považují stoici za jediné dobro. A jaké jsou hlavní atributy tak zvaného ctnostného života? Jsou to rozumnost, uměřenost, spravedlnost a statečnost. Žít ctnostně znamená žít v souladu s přírodou a rozumem (či přírodním rozumem). Vše ostatní je lhostejné (adiaforon), čímž je myšleno např. bohatství, postavení, sláva, ale také zdraví. Tyto skutečnosti nemůže člověk ovlivnit, musí se nad ně povznést, smířit se s nimi. Cílem života člověka je tedy podle stoiků vyrovnání se se skutečností, dosáhnutí duševního klidu a neochvějnosti (ataraxia), zbavení se všech životních vášní a tím dosažení apatheia (nenáruživosti). Tento stav je podle stoického učení ideální pro mudrce, jenž stojí na vrcholu dosažitelné dokonalosti pro běžného smrtelníka. Ač dokonalý stoik jest přísně morální (zásadní vliv na formování křesťanství), stává se též nejsvobodnějším, jelikož se řídí pouze rozumem a je nezávislý na věcech vnějších.
Blaženost (či štěstí - eudaimonia) rozhodně není blaženost vášnivá, například sexuální. Od vášní se má člověk naopak odpoutat. Podle stoiků nezávisí hodnota života na věcech, jako jsou např. bohatství a chudoba, zdraví a nemoc, úspěch a neúspěch v životě, svoboda a otroctví nebo život a smrt. Stoikové tvrdí, že existují dva druhy lidí – stoici a blázni. Stoik je podle nich blažený za všech okolností právě proto, že stoická ctnost je totožná s blažeností. Čili je svoboden i člověk, který je otrokem, bohatý je i žebrák, vladař je i ten, jehož nikdo neposlouchá atp. Všichni ostatní jsou chudáci, žebráci a šílenci, a jsou to právě ti, kdo hledají blaženost ve vnějškovostech – tj. ve věcech požitkových jako vášeň apod.
Specifickým znakem celého řeckého stoicismu, tedy staré i střední stoy, je – a to proti všem ostatním směrům řecké filosofie – daleko větší míra jeho přizpůsobivosti v otázce poměru k helénistické státní formě. Tito stoikové, řecky sice píšící a učící, nebyli původem většinou Řeky a ani nebyli nijak úzce spjati s Athénami a ostatním Řeckem. Tím si lze vysvětlit, že proto tedy nebyli tolik ovlivněni již přežilou ideologií řeckého městského státu. Stoicismus a sami stoikové se lépe než kterýkoliv jiný tehdejší filosofický směr a jeho představitelé dokázali přizpůsobit nejen širším světovým podmínkám helénistických říší, ale zejména podmínkám Římského impéria.
Římský stoicismus je jedním z římských filosofických směrů, které můžeme nazývat „školou“ (vedle novoplatonismu, epikureismu a skepticismu), což prokazuje, že v Římě bylo možné najít různé druhy světonázorového myšlení.
Z této školy vzešly nauky, jež měly veliký vliv na socialismus. Stoici byli první, kdo hlásali, že všichni lidé jsou děti společného boha, podléhají stejným zákonům, a jsou proto rovní občané. Z lidského společenství podle nich nelze vylučovat ani barbary či nepřátele.

## Významné výroky a citáty stoiků
Epiktétos
- „Nechtěj, co není, a chtěj, co je, a budeš spokojen.“
- „Nepřemožitelný můžeš být, nepustíš-li se do žádného zápasu, v němž zvítězit není ve tvé moci.“
- „Nikdy o ničem neříkej: ztratil jsem, nýbrž vrátil jsem.“
- „Řeknou-li ti, že o tobě někdo špatně mluví, nehaj se, nýbrž odpověz: Takže nevěděl o ostatních mých chybách, jinak by nebyl mluvil jen o těchto.“
- „Někdo hodně pije. Neříkej, že špatně činí, nýbrž jen, že hodně pije. Někdo se časně koupá. Neříkej, že špatně činí, nýbrž jen, že se časně koupá.“
- „Nežádej, aby se věci děly, jak chceš, ale chtěj, aby se věci děly tak, jak se dějí, a bude ti v životě dobře.“

Seneca
- „Chtějícího osud vede, nechtějícího vleče.“
- „… máme alespoň omezovat svůj majetek, abychom byli méně vystaveni ranám osudu …“
- „Lidštější je životu se vysmívat než nad ním bědovat.“
- „… chápej se každé hodiny! Dosáhneš toho, že budeš méně závislý na zítřku, uchopíš-li do rukou dnešek.“
- „Na všechen způsob budiž duše odvrácena ode všeho vnějšího a pohřížena v sebe: sobě ať důvěřuje, v sobě se raduje, …“
- „Žít znamená bojovat!“

Marcus Aurelius
- „Měj na paměti úhrn jsoucna, jehož jsi pramalý podílník, a úhrn času, z něhož je ti vyměřena kratinká a nepatrná píď i osud: kolikrát jeho zlomek je tvůj život?“
- „Jak směšným cizincem je ve světě ten, kdo se diví kterékoli události v životě!“